# Poros
Poros (em grego:  Πόρος) é um pequeno par de ilhas gregas situadas na parte sul do golfo Sarônico a cerca de 58 km a sul do Pireu, separadas do Peloponeso por um canal marítimo de 200 metros. Tem uma superfície de 31 km2, e 4117 habitantes. A cidade de Poros tem 4102 destes habitantes; o único outro povoado da ilha é Ágios Nektários, com 15 habitantes. A cidade era conhecida em tempos antigos como Pogon.
As duas ilhas chamam-se Sphairia (ou Sferia), a mais ao sul delas, de origem vulcânica, onde se localiza a cidade atual, e Kalaureia (também Kalavria ou Calauria, "brisa suave"), a ilha maior e situada mais ao norte. Uma ponte sobre um estreito istmo liga as duas ilhas. O Município de Poros também inclui parte da Grécia continental, Kyaní Aktí (com 231 habitantes), situada no ponto mais oriental da península do Peloponeso, entre a ilha de Poros e a ilha de Hidra, ao lado dos municípios de Troizina e Ermioni. A área total do município é de 49.582 km², e sua população total é de 4.348 pessoas.
Poros tem uma vegetação rica. Boa parte da região norte e de suas extremidades são cobertas por arbustos, enquanto grandes extensões cobertas por antigas florestas de pinheiros ocupam o centro e o sul das ilhas. Apresenta uma boa cobertura rodoviária e uma infraestrutura turística adequada, o que faz do local um destino turístico popular para curtas temporadas. Embora não tenha aeroportos, é facilmente acessível a partir de Atenas por meio de balsas e outros veículos marítimos, ou pelo continente, através de Galatás.